# Inmaculada de San Vicente (Murillo)

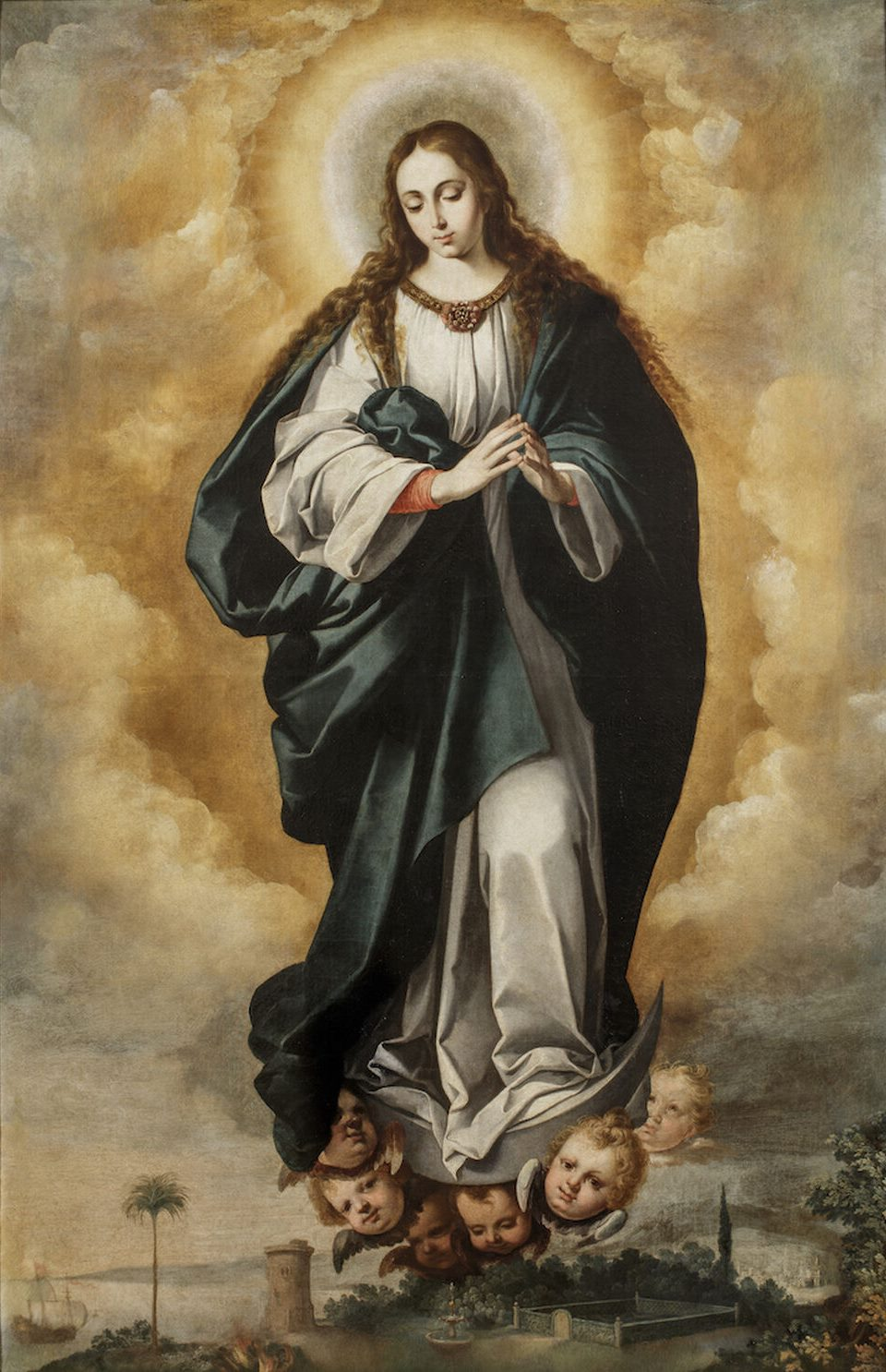
Inmaculada de San Vicente, Murillo, hacia 1640-1645, Parroquia de San Vicente, Sevilla

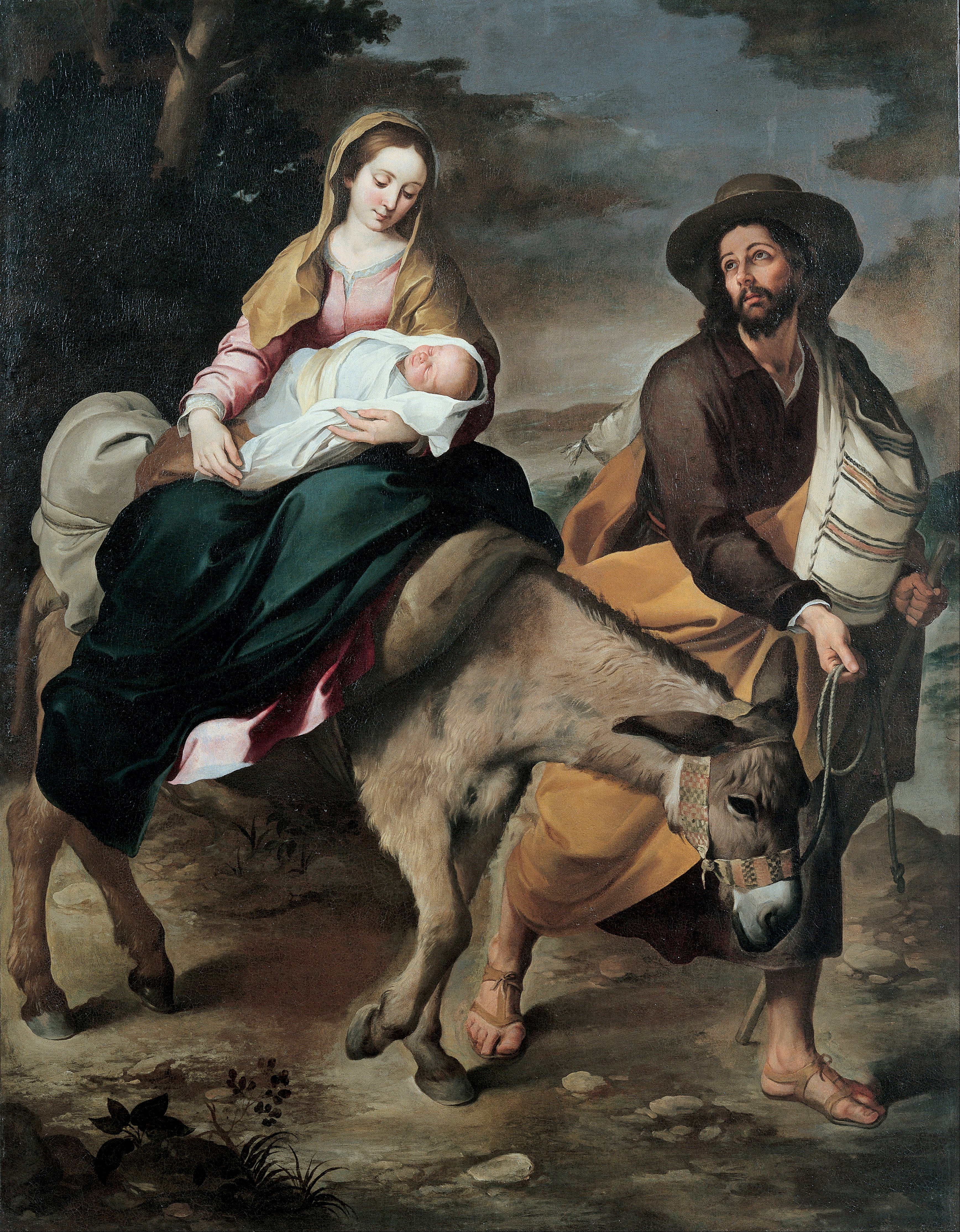
La Huida a Egipto, Murillo, hacia 1645,
Musei di Strada Nuova, Génova

La Inmaculada de San Vicente es una pintura atribuida a Bartolomé Esteban Murillo conservada en la Parroquia de San Vicente Mártir de Sevilla. Se trata de un cuadro realizado al óleo sobre un lienzo de 161 x 106 cm. 
La obra estuvo en la sacristía del templo al menos desde mediados del siglo XIX, donde pasó prácticamente desapercibida hasta finales de 2019, en que se terminó su restauración, reubicándose dentro de la iglesia. Así, a finales de 2020 se publicó un estudio histórico-artístico en Ars Magazine, donde la pintura se presentó como “la primera Inmaculada de Murillo”, anterior a "La Colosal" del Museo de Bellas Artes de Sevilla, tenida por la primera de su mano, aunque no se llegó a asegurar que fuera la Concepción que falta del ciclo del claustro chico del Convento de San Francisco.
La atribución de la nueva obra se basó en el parecido formal y estilístico con otras del joven Murillo, especialmente con la Virgen con Santo Domingo, en sus dos versiones, la del Palacio arzobispal de Sevilla y la de la antigua colección del Conde de Toreno. Así, se incidió en la identidad de los rostros de la Virgen y en la similitud de la cara del Niño Jesús con el querubín del lado derecho de la medialuna de la nueva Inmaculada. Del mismo modo, se comparó el tipo facial y la distribución de luces y sombras, con la Anunciación de Murillo más temprana de las dos que conserva el Museo del Prado, de hacia 1650. No en vano, se propuso una cronología en torno a 1640-1645. 
Como expresaron los autores: 

En cuanto a la manera de dibujar el rostro de la Virgen, de perfil ovalado, es evidente la conexión con el estilo de Juan del Castillo - aparente maestro de Murillo-, en cuyo taller debió de entrar hacia 1633, para comenzar a trabajar libremente hacia 1638.

Lo cierto es que en la obra se observa un claro débito y referencias a otras obras sevillanas de la primera mitad del siglo XVII, como las Inmaculadas de Francisco Pacheco, Juan de Roelas, el Caballero de Arpino, Herrera el Viejo, el joven Velázquez, Zurbarán y Juan del Castillo, pero también a las esculturas de Juan Martínez Montañés y Juan de Mesa.
Además del análisis formal, estilístico e iconográfico, se aportaron radiografías realizadas al cuadro, que revelaron una pincelada y recursos técnicos asimilables a las primeras obras del catálogo del artista sevillano.
No obstante, varios renombrados historiadores del arte dedicados al estudio de Murillo se pronunciaron en contra de la atribución. Sin embargo, solo coincidieron en rechazar que la obra saliera del pincel de Murillo, vertiendo opiniones contradictorias acerca de la obra, aunque coincidiendo en el interés y la gran belleza de la pintura.